# Fahrenheit 451 (jeu vidéo)
Pour les articles homonymes, voir Fahrenheit 451 (homonymie).
Fahrenheit 451 est un jeu vidéo de type fiction interactive développé et édité par Trillium Corp., sorti en 1984 sur DOS, Mac, Apple II, Atari ST, Commodore 64 et MSX.
Il est adapté du roman du même nom.

## Accueil
- Tilt : 6/6 (Apple II)[1] - 5/6 (Atari ST)[2]